# Orgyia vartiani
Orgyia vartiani är en fjärilsart som beskrevs av Ebert 1974. Orgyia vartiani ingår i släktet fjädertofsspinnare, och familjen tofsspinnare. Inga underarter finns listade i Catalogue of Life.